# Польська військова школа

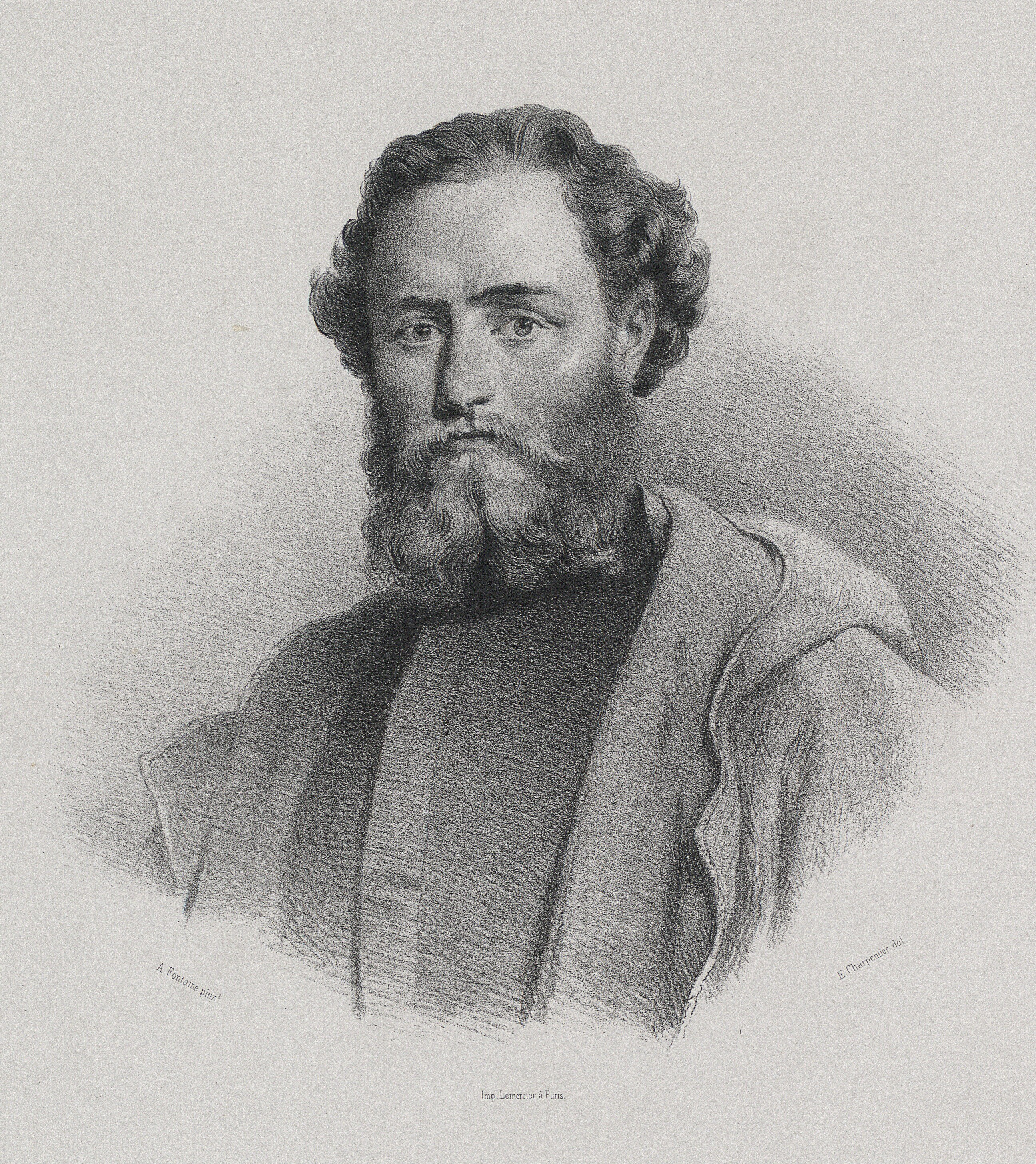
Людвик Мирославський

Польська військова школа (пол. Polska Szkoła Wojskowa) була заснована в м. Генуї в жовтні 1861 р. У березні 1862 р. була перенесена до м. Кунео. Директором школи були Людвик Мирославський та Юзеф Висоцький. В школі навчалося 300 учнів у трьох групах: піхоти, кінноти та артилерії. У серпні 1862 р. вона була зачинена. Майже всі випускники школи в Кунео взяли участь і січневому повстанні.